# Petinomys crinitus
Lo scoiattolo volante di Basilan (Petinomys crinitus Hollister, 1911) è uno scoiattolo volante endemico delle Filippine.

## Descrizione
La pelliccia dello scoiattolo volante di Basilan è piuttosto folta e relativamente soffice sulle regioni superiori, e fine su quelle inferiori. Le regioni superiori sono marroni e quelle inferiori sono più chiare, bianche o grigio chiaro. La coda è dello stesso colore del dorso.
Nell'aspetto generale ricorda gli altri scoiattoli volanti del Sud-est asiatico, ma si differenzia da essi per alcuni aspetti del cranio. Ha la testa larga e schiacciata, con un muso corto. La coda è appiattita come una piuma, dal momento che i peli posti ai lati sono rivolti verso l'esterno. I peli al di sotto di essa sono più corti e aderenti all'asse, ma quelli della parte superiore non sono né corti né aderenti all'asse, bensì molto folti.

## Distribuzione e habitat
Lo scoiattolo volante di Basilan è endemico delle Filippine, più precisamente di Mindanao e delle isole vicine. La sua presenza è stata riscontrata a Basilan, Dinagat, Mindanao (province di Bukidnon, Davao del Sur, Lanao del Sur, Misamis Occidental, Misamis Oriental e Zamboanga del Norte) e Siargao. Vive nelle foreste pluviali tropicali tra i 500 e i 1600 m di quota. Non è presente su altre isole della regione, seppure anche vicine, come Leyte o Samar.

## Biologia
Lo scoiattolo volante di Basilan, arboricolo e notturno, è presente nelle foreste pluviali sia di pianura che di montagna, sebbene sia più numeroso nel suo habitat prediletto (le foreste di querce) ad altitudini maggiori. A queste quote, le foreste sono incontaminate, poiché sono fredde, umide e difficili da raggiungere.

## Conservazione
Questo scoiattolo volante non è minacciato dalla deforestazione, sebbene l'espansione delle coltivazioni ad alta quota potrebbe, in futuro, mettere a repentaglio la sua sopravvivenza. Non viene cacciato molto spesso. La IUCN lo classifica tra le specie a rischio minimo.